# Liège-Bastogne-Liège 1996
La 82e édition de Liège-Bastogne-Liège a eu lieu le dimanche 21 avril 1996, entre Liège et Ans. Elle a été remportée par le Suisse Pascal Richard devant Lance Armstrong. Mauro Gianetti, terminant troisième, est sur le podium pour la deuxième année consécutive.

## Déroulement de la course
Après les traditionnelles échappées de la première partie de la course, les choses sérieuses commencent lors de la montée de la côte de la Haute-Levée au km 184. Un groupe de dix hommes se détache. Il se compose de Davide Rebellin et Mauro Gianetti (équipe Polti), Lance Armstrong et Laurent Madouas (Motorola), Michele Coppolillo et Pascal Richard (MG), Abraham Olano (Mapei),  Alexander Gontchenkov (Roslotto), Stefano Zanini (Gewiss) et Gabriele Missaglia (San Marco). À 75 km de l'arrivée, Michele Coppolillo s'extrait de ce groupe et compte jusqu'à une minute d'avance sur ses anciens compagnons. Mais son avance finit par décroître et il est rejoint et dépassé dans la côte de la Redoute par un trio formé par l'Américain Lance Armstrong et les deux trentenaires suisses (nés le même jour) Pascal Richard et Mauro Gianetti, vainqueur de l'édition précédente. Les trois hommes ne seront plus rejoints. Ile se présentent à Ans où Pascal Richard remonte Armstrong dans les 50 derniers mètres pour s'adjuger cette 82e Doyenne.

## Classement final
| Pos. | Coureur            | Pays       | Temps              |
| ---- | ------------------ | ---------- | ------------------ |
| 1    | Pascal Richard     | Suisse     | en 6 h 58 min 02 s |
| 2    | Lance Armstrong    | États-Unis | 0 s                |
| 3    | Mauro Gianetti     | Suisse     | 0 s                |
| 4    | Laurent Madouas    | France     | + 1 min 06 s       |
| 5    | Fabiano Fontanelli | Italie     | + 1 min 19 s       |
| 6    | Davide Rebellin    | Italie     | + 1 min 22 s       |
| 7    | Axel Merckx        | Belgique   | + 1 min 36 s       |
| 8    | Richard Virenque   | France     | + 1 min 52 s       |
| 9    | Rolf Sørensen      | Danemark   | + 1 min 52 s       |
| 10   | Gabriele Colombo   | Italie     | + 2 min 01 s       |